# 德斯·科
德斯·科（英語：Des Coe，1958年11月22日—），新西兰男子射击运动员。他曾代表新西兰参加1998年英联邦运动会射击比赛，获得一枚铜牌。他也曾参加2000年夏季奥林匹克运动会。